# Roby (Robert Wolff)
Pour les articles homonymes, voir Roby.
Robert Wolff dit Roby, né le 15 mars 1916 Cherbourg et mort le 12 octobre 1995  à Saint-Molf, est un journaliste, écrivain et illustrateur français.

## Biographie
Il a été journaliste et directeur de la La Vie des bêtes, est l'auteur de lithographies, de dessins humoristiques, et de nombreux livres ayant pour sujet les animaux.

## Ouvrages
- Les Bêtes vivantes. Tome 1 : Celles qui disparaissent de France, Paris, Éditions de Minuit, 1961, 232 p. (BNF 33156411)
- Les Bêtes vivantes. Tome 2 : Celles que personne ne voit, Paris, Éditions de Minuit, 1962, 160 p. (BNF 33156412)
- Les Bêtes vivantes. Tome 3 : Celles qu’on connaît mal, Paris, Éditions de Minuit, 1967, 193 p. (BNF 33156413)
- L’Homme et les Poissons, Namur, Belgique, Éditions Wesmael-Charlier, 1962, 203 p. (BNF 33156417)
- Animaux d’Europe et d’Afrique, ill. de Takeo Ishida, Paris, Éditions Casterman, 1969, 35 p. (BNF 35151997)
- Animaux d’Asie et d’Océanie, ill. de Takeo Ishida, Paris, Éditions Casterman, 1969, 35 p. (BNF 35151998)
- Ces bêtes qui nous entourent, Paris, Éditions France-Empire, coll. « L’Homme face à la nature », 1970, 264 p. (BNF 35196925)
- Les Animaux de compagnie, Paris, Éditions France-Empire, coll. « L’Homme face à la nature », 1971, 255 p. (BNF 35196934)
- Animaux des Amériques, ill. de Takeo Ishida, Paris, Éditions Casterman, 1972, 35 p. (BNF 35151762)
- Faune d'Europe, ill. de Robert Dallet, Champigny-sur-Marne, France, Éditions Lito, 1972, 125 p. (BNF 35280961)
- Faune d'Asie, ill. de Robert Dallet, Champigny-sur-Marne, France, Éditions Lito, 1972, 126 p. (BNF 35280962)
- Le Monde des nageoires, Paris, Albin Michel, coll. « Science parlante », 1973, 228 p. (BNF 35189575)
- Les Animaux des prés et des champs, Paris, Éditions France-Empire, coll. « L’Homme face à la nature », 1974, 287 p. (BNF 34559207)
- Parades et combats du monde animal, ill. de Robert Dallet, Paris, Éditions Hachette, coll. « Des Livres pour notre temps », 1974, 155 p.  (ISBN 2-01-000239-3)
- Faune d'Australie, ill. de Robert Dallet, Champigny-sur-Marne, France, Éditions Lito, 1975, 125 p. (BNF 35280961)
- Les Parcs nationaux, Paris, Éditions Hachette, 1975, 201 p.  (ISBN 2-01-002624-1)
- Le Chien est revenu, Paris, Éditions France-Empire, coll. « L’Homme face à la nature », 1976, 237 p. (BNF 34699526)
- Mes poissons, la pêche et moi, Paris, Éditions Hachette, coll. « Mon animal et moi », 1976, 215 p.  (ISBN 2-01-003041-9)
- Le Robinson de la tour, Paris, Éditions France-Empire, 1980, 246 p. (BNF 34639702)
- Les 20 meilleurs chiens de chasse, Paris, Éditions Dargaud, coll. « La Vie en vert », 1981, 79 p.  (ISBN 2-205-01984-8)
- Confessions d'un pêcheur, Rennes, France, Éditions Ouest-France, 1982, 222 p.  (ISBN 2-85882-558-0)
- Animaux du monde, ill. de Takeo Ishida, Paris, Éditions Casterman, 1987, 96 p.  (ISBN 2-203-14804-7)